# Евсеев, Алексей Витальевич
Алексе́й Вита́льевич Евсе́ев (род. 30 марта 1994[…], Санкт-Петербург) — российский футболист, полузащитник «Динамо Санкт-Петербург».

## Карьера
Начал заниматься футболом в петербургском «Турбостроителе», с 12 лет — в «Смене», первый тренер — Василий Костровский. В 2011 году в первенстве Санкт-Петербурга в составе «Зенита» U-17 забил 26 мячей. В молодёжном первенстве он дебютировал в 2011 году в матче 19-го тура против ЦСКА, выйдя на замену на 80-й минуте вместо Сергея Цыганова. В следующем году принял участие уже в 9 играх, трижды поразив ворота соперников. В 2012 году Лучано Спаллетти взял его в основную команду, и 22 июля в первом туре чемпионата Евсеев дебютировал в Премьер-лиге в матче против «Амкара», выйдя на замену на 90+1-й минуте вместо Сергея Семака. 25 сентября 2012 года впервые вышел в стартовом составе «Зенита» в матче 1/16 Кубка России против «Балтики».
В июле 2013 года был на просмотре в нидерландском клубе «Витесс».
28 ноября 2015 года в матче с «Тереком» вышел на замену на 64 минуте, заменив Данни. Через 6 минут в опасном стыке против Мацея Рыбуса получил прямую красную карточку и был увезен с поля на медицинской машине. Позже у Евсеева был диагностирован безоскольчатый перелом голени. За клуб не выступал, 3 августа 2016 года был отзаявлен и играл за «Зенит-2» в ФНЛ. 5 июля 2017 года перешёл в «Урал». 12 декабря 2018 года расторг контракт по обоюдному согласию. В январе 2019 года был на просмотре в «Енисее», но через месяц перешёл в «Химки», где до конца сезона сыграл пять неполных матчей. В июле был на просмотре в клубе ПФЛ «КАМАЗ», а через месяц перешёл в «Ротор». Александром Хацкевичем, не видевшим его в составе, был переведён на индивидуальный график тренировок, 21 февраля 2020 года расторг контракт и перешёл в «Факел». 25 августа на правах свободного агента вернулся в «Урал».
В августе 2023 года стало известно, что Евсеев заключил соглашение с ивановским «Текстильщиком» из «серебряной группы» второй лиги. В конце 2024 года он покинул клуб, имея предложение от петербургского «Динамо» из LEON-Второй лиги.

## Достижения
«Зенит»
- Чемпион России: 2014/15
- Обладатель Кубка России: 2015/16
- Обладатель Суперкубка России (2): 2015, 2016

## Клубная статистика
| Выступление           | Выступление      | Выступление      | Лига | Лига | Кубок | Кубок | Еврокубки | Еврокубки | Итого | Итого |
| Клуб                  | Лига             | Сезон            | Игры | Голы | Игры  | Голы  | Игры      | Голы      | Игры  | Голы  |
| --------------------- | ---------------- | ---------------- | ---- | ---- | ----- | ----- | --------- | --------- | ----- | ----- |
| Зенит (СПб)           | Премьер-лига     | 2012/13          | 1    | 0    | 1     | 0     | 0         | 0         | 2     | 0     |
| Зенит (СПб)           | Премьер-лига     | 2014/15          | 1    | 0    | —     | —     | —         | —         | 1     | 0     |
| Зенит (СПб)           | Премьер-лига     | 2015/16          | 5    | 0    | 1     | 0     | 1         | 0         | 7     | 0     |
| Зенит (СПб)           | Итого            | Итого            | 7    | 0    | 2     | 0     | 1         | 0         | 10    | 0     |
| → Зенит-2             | ПФЛ              | 2013/14          | 21   | 9    | —     | —     | —         | —         | 21    | 9     |
| → Зенит-2             | ПФЛ              | 2014/15          | 24   | 17   | —     | —     | —         | —         | 24    | 17    |
| → Зенит-2             | ФНЛ              | 2015/16          | 14   | 3    | —     | —     | —         | —         | 14    | 3     |
| → Зенит-2             | ФНЛ              | 2016/17          | 28   | 8    | —     | —     | —         | —         | 28    | 8     |
| → Зенит-2             | Итого            | Итого            | 87   | 37   | —     | —     | —         | —         | 87    | 37    |
| Урал                  | Премьер-лига     | 2017/18          | 20   | 4    | 1     | 0     | —         | —         | 21    | 4     |
| Урал                  | Премьер-лига     | 2018/19          | 5    | 0    | 1     | 1     | —         | —         | 6     | 1     |
| Урал                  | Итого            | Итого            | 25   | 4    | 2     | 1     | —         | —         | 27    | 5     |
| Химки                 | ФНЛ              | 2018/19          | 5    | 0    | —     | —     | —         | —         | 5     | 0     |
| Химки                 | Итого            | Итого            | 5    | 0    | —     | —     | —         | —         | 5     | 0     |
| Ротор                 | ФНЛ              | 2019/20          | 16   | 1    | 1     | 0     | —         | —         | 17    | 1     |
| Ротор                 | Итого            | Итого            | 16   | 1    | 1     | 0     | —         | —         | 17    | 1     |
| → Факел               | ФНЛ              | 2019/20          | 2    | 0    | —     | —     | —         | —         | 2     | 0     |
| → Факел               | Итого            | Итого            | 2    | 0    | —     | —     | —         | —         | 2     | 0     |
| Урал                  | Премьер-лига     | 2020/21          | 18   | 1    | 2     | 0     | —         | —         | 20    | 1     |
| Урал                  | Премьер-лига     | 2021/22          | 10   | 0    | 0     | 0     | —         | —         | 10    | 0     |
| Урал                  | Премьер-лига     | 2022/23          | 1    | 0    | 0     | 0     | —         | —         | 1     | 0     |
| Урал                  | Итого            | Итого            | 29   | 1    | 2     | 0     | —         | —         | 31    | 1     |
| → Урал-2              | Вторая лига      | 2020/21          | 2    | 0    | —     | —     | —         | —         | 2     | 0     |
| → Урал-2              | Вторая лига      | 2021/22          | 2    | 0    | —     | —     | —         | —         | 2     | 0     |
| → Урал-2              | Вторая лига      | 2022/23          | 1    | 0    | —     | —     | —         | —         | 1     | 0     |
| → Урал-2              | Итого            | Итого            | 5    | 0    | —     | —     | —         | —         | 5     | 0     |
| → Уфа                 | Первая лига      | 2022/23          | 21   | 5    | 3     | 0     | —         | —         | 24    | 5     |
| → Уфа                 | Итого            | Итого            | 21   | 5    | 3     | 0     | —         | —         | 24    | 5     |
| Текстильщик (Иваново) | Вторая лига      | 2023/24          | 4    | 0    | 1     | 0     | —         | —         | 5     | 0     |
| Текстильщик (Иваново) | Итого            | Итого            | 4    | 0    | 1     | 0     | —         | —         | 5     | 0     |
| Всего за карьеру      | Всего за карьеру | Всего за карьеру | 201  | 48   | 11    | 1     | 1         | 0         | 213   | 49    |